# Ханс Кодрич
Ханс Кодрич (на сърбохърватски: Hans Kodrić) е хърватски бивш състезател и настоящ треньор по футбол. Роден е в град Сисак, днес Хърватска по времето на Югославия на 10 септември 1945 г. Живее и работи в Швейцария.

## Кариера като футболист
- Югославия (младежки национал)
- „Патро-Енген“ (Белгия)
- „Рода“ (Керкраде, Холандия)
- „Алемания“ (Аахен, Германия)
- „Гренхен“ (Швейцария)

## Кариера като треньор
- 1976 – 1978 „Гренхен“ (Швейцария), играещ-треньор / треньор
- 1979 – 1983 „Ветинген“ (Швейцария)
- 1983 – 1984 „ФК Цюрих“ (Швейцария)
- 1984 – 1988 „Винтертур“ (Швейцария)
- 1991 – 1994 „ФК Цуг“ (Швейцария)
- 1994 – 1995 „де Рейнбах“ (Швейцария)
- 1996 – 1998 „Бонер (отбор)“ (Швейцария)
- 1999 – 1991 „Улм (отбор)“ (Германия)
- 2001 – 2002 „Айнтрахт“ (Франкфурт, Германия), селекционер
- 2002 – 2003 „Херта“ (Берлин, Германия), селекционер
- 2003 – 2004 „Асанте (отбор)“ Котоко (Куманси, Гана)
- 2005 „Берое“ (Стара Загора).